# Irina Privalovová
Irina Anatoljevna Privalovová (rusky Ирина Анатольевна Привалова; rozená Sergejevová; * 22. listopadu 1968, Malachovka) je bývalá všestranná sovětská a později ruská atletka.
Kromě běžeckých disciplín závodila též ve skoku do dálky a v trojskoku. Současná (2024) rekordmanka světa (hala) v běhu na 50 metrů a 60 metrů a na 300 metrů. V roce 1994 zvítězila v anketě Atlet Evropy.

## Osobní rekordy – dráha
- 100 m (10,77 6. července 1994)
- 200 m (21,87 25. července 1995 Monako)
- 400 m (49,89 30. července 1993 Moskva)
- 800 m (2:09,40 30. července 1993 Moskva)
- 100 metrů přek. (13,56 2. března Melbourne)
- 400 metrů přek. (53,02 27. září Sydney)
- Skok do výšky (1,72 m 1. ledna 1982 Moskva)
- Skok daleký (6,45 m 23. června 1984 Tallinn)

## Osobní rekordy – hala
- 50 m (5,96 9. února 1995 Madrid)  (Současný světový rekord)
- 60 m (6,92 11. února 1993 Madrid a 9. února 1995 Madrid)  (Současný světový rekord)
- 60 m přek. (8,16 27. )
- 200 m (22,10 19. února 1995 Liévin) - Současný evropský rekord
- 300 m (35,45 17. ledna 1993 Moskva)  (Současný světový rekord)
- Skok daleký (6,48 23. února 1984 Berlín)
- Trojskok (13,72 m 26. února 1989 Moskva)